# Isaäc Keesing jr.
Isaäc Keesing jr. (Amsterdam, 1 augustus 1886 – aldaar, 18 augustus 1966) was een Nederlandse journalist en later uitgever. Daarnaast was hij kinderboekenschrijver en uitvinder.

## Financieel Archief
Hij was een zoon van Tobie Keesing (1852-1916), een Joodse commissionair in diamanten, en Elisabeth Zeehandelaar (1849-1925). Zelf volgde hij een opleiding in het bankwezen maar hij was al vanaf zijn 18e op freelance-basis actief als financieel-economisch journalist. Zijn artikelen werden zowel in Nederlandse als buitenlandse kranten gepubliceerd.
In juli 1910 trouwde hij met Marianna Sophia Peekel en samen zouden ze 4 kinderen krijgen; een zoon en drie dochters. Voor zijn journalistieke werk had hij een zelfgemaakt kaartsysteem aangelegd met economische en beursgegevens die hij verzamelde uit verschillende bladen en waarmee hij snel dergelijke informatie kon opzoeken. Toen naast collega-journalisten ook financiële instellingen doorkregen dat hij zo'n handig gearchiveerd systeem had bestookten ze hem steeds vaker met vragen. Hierop besloot hij voor zichzelf te beginnen en richtte in 1911, op de dag dat hij 25 werd, met geleend geld Systeem Keesing op. Particulieren en bedrijven die een abonnement namen op het Financieel Archief (in het begin genaamd Finantieel Archief voor Beurs, Handel en Nijverheid) kregen kosteloos toegang tot zijn systeem. Daarnaast ontvingen ze dagelijks financieel-economische overzichten met onder andere beursinformatie die in het begin gestencild werd in zijn huiskamer.

## Nationale en internationale groei Systemen Keesing
In februari 1912 maakte hij bekend dat zijn bedrijf een maand eerder soortgelijke archiefdiensten in Engeland en België was begonnen en dat de maand erop dit ook in Frankrijk zou starten.
In 1919 vroeg Isaäc Keesing patent aan op zijn uitvinding waarmee brieven en pakjes eenvoudig verzegeld konden worden waarbij amper de geur van was vrij zou komen en er geen kans was op het in brand raken van het papier. Een jaar later werd dat patent aan hem verleend en in 1923 kreeg hij in de Verenigde Staten hierop eveneens een patent.
In 1923 werd in Oostenrijk de Internationale Kriminalpolizeiliche Kommission (IKK, tegenwoordig bekend als Interpol) opgericht dat in Wenen het hoofdkantoor kreeg. Op voorstel van de Nederlandse hoofdinspecteur K.H. Broekhoff (leidinggevende bij de Nederlandse Centrale inzake falsificaten) werd bij de oprichting besloten om periodiek een bulletin uit te geven bestemd voor wisselkantoren, banken en politie dat ging over vervalste waardepapieren zoals geld en cheques. Toen de uitgave in Wenen stokte, nam Broekhoff zelf het initiatief en onder zijn redactie verscheen bij Keesing Contrefaçons et Falsifications. 
Tijdens een verregende vakantie in Duitsland in 1930 zag hij dat zijn kinderen zich vermaakten met het boekje "Das Deutsche Rätselblatt" met daarin kruiswoordpuzzels. Hij besloot daarop iets soortgelijks op de Nederlandse markt uit te brengen. Op 3 oktober van dat jaar verscheen bij zijn bedrijf het eerste Nederlandstalige puzzelboekje onder de naam 'Denksport'; een woord dat Isaäc Keesing zelf bedacht had. Datzelfde jaar kwam zijn bedrijf ook met het Keesings Medisch Archief en in juli 1931 begon de wekelijkse uitgifte van het Keesings Historisch Archief met als ondertitel "Geïllustreerd dagboek van het hedendaagsch wereldgebeuren met voortdurend bijgewerkten alphabetischen index" dat al snel in vier talen werd uitgegeven. Van deze drie bestaan anno 2016 alleen nog de puzzelboekjes van Denksport. Keesings Medisch Archief bleef tot 1985 uitkomen en Keesings Historisch Archief stopte eind 2013.
In januari 1935 trad zijn in 1912 geboren zoon Leo Keesing in dienst van het bedrijf dat intussen was omgezet in de N.V. Internationale Uitgevers- en Handelmaatschappij "Systemen Keesing". Hoewel ze maar een kleine winst hadden geboekt stond Systemen Keesing met een eigen paviljoen op de wereldtentoonstelling van 1935 te Brussel.
Het bedrijf had bij de oprichting naast Isaäc Keesing slechts één medewerkster maar bij het 25-jarig bestaan in 1936 hadden ze al 80 medewerkers. Op dat moment hadden ze drukkerijen in Amsterdam, Brussel, Londen en Wenen en waren er 16 verschillende uitgaven. Naast de eerder genoemde publicaties waren dit onder andere ook:
- "Falsificatie", orgaan van de Nederlandse Centrale inzake falsificaten
- Coupon- en dividendregister
- Financieel zakboekje
- Medisch zakboekje

In 1938 vertrok Keesing naar de Verenigde Staten om daar een Engelse editie van het Keesings Medisch Archief te beginnen. Hij stond erop dat zijn vrouw, zoon en jongste dochter met hem mee gingen omdat hij bang was dat er oorlog uit zou breken in Europa. Al na enkele maanden kondigde Leo Keesing aan terug te gaan naar Amsterdam. Dochter Nora volgde, waarna uiteindelijk ook Isaäc en zijn vrouw terugkeerden naar Amsterdam in oktober 1939.

## Tweede Wereldoorlog
Zijn broer Jacob probeerde met diens echtgenote en twee half-zusters meteen na de Duitse inval op 10 mei 1940 vanaf IJmuiden per boot naar Engeland te ontkomen. Toen dat niet lukte pleegden ze enkele dagen later collectief zelfmoord door verstikking.
Al vroeg tijdens de bezetting moesten alle Joodse medewerkers ontslagen worden onder wie Isaäc en Leo Keesing. Onder andere dankzij bemiddeling van Broekhoff kreeg de hele familie in 1942 toestemming voor emigratie waarna ze via Spanje, Portugal en Cuba naar Amerika ontkwamen. Aangekomen in Cuba werden ze 6 maanden geïnterneerd in het het kamp Tiscornia. De bezetters namen het bedrijf over en stelde een 'Verwalter' aan die leiding ging geven aan Systemen Keesing. Hierop beschouwde de Britse Custodian of Enemy Property het filiaal in Londen als een vestiging van een Duits bedrijf en nam zij daarom het bestuur van het Britse deel van Systemen Keesing over. In Nederland ging de publicatie van bijvoorbeeld het Keesings Medisch Archief en het Keesings Historisch Archief 'gewoon' door al was vooral bij de laatste de berichtgeving opvallend pro-Duits.
Tijdens zijn verblijf in Washington D.C. vroeg Isaäc Keesing in januari 1945 patent aan op een andere uitvinding die te maken had met een kaartsysteem.

## Wederopbouw
Toen Isaäc Keesing na de Tweede Wereldoorlog met zijn gezin naar Nederland terugkwam bleek het Nederlandse moederbedrijf dankzij de inspanningen van Peter Diesveld nog redelijk intact, maar de vestiging in Brussel was zwaar geplunderd. Door een wijziging van de statuten van de Britse tak mocht het belang van de familie Keesing niet meer dan 20% bedragen. Tijdens zijn leven kwam de relatie met de naar hem vernoemde Britse vestiging, die tegenwoordig in Amerikaanse handen is, niet meer goed.  
Na de oorlog volgde de oprichting van het dochterbedrijf ASSiMiL dat taalcursussen uitbracht (al dan niet met grammofoonplaten). Deze serie cursussen, gebaseerd op de ASSiMiL-methode die uitgaat van het principe van intuïtieve assimilatie, bestond uit "Engels zonder moeite", "Duits zonder moeite", "Zweeds zonder moeite", enz.

Isaäc Keesing heeft ook nog meerdere kinderboeken geschreven die uitgegeven zijn door zijn eigen uitgeverij. De bekendste zijn daarbij de boeken in de serie "Opa vertelt" met iedere keer als ondertitel "verhalen voor meisjes en jongens van zes jaar en ouder":
- Opa vertelt, 1948
- Opa vertelt verder, 1950
- Nog één verhaaltje, Opa, 1952
- Begint u nu, opa, 1953
- Opa op zijn praatstoel, 1954

Voor een deel betrof dit verhalen die eerder te horen waren tijdens het Vlaamse kinderuur dat uitgezonden werd door het Nationaal Instituut voor de Radio-omroep (NIR).
Nog geen drie weken na zijn 80e verjaardag overleed Keesing, waarna hij in Muiderberg begraven werd. Tot 2004 zou de door hem opgerichte onderneming een familiebedrijf blijven. Tegenwoordig zijn er nog twee bedrijven die Keesings naam dragen: Keesing Media Group, de uitgever van Denksport en andere puzzelboeken, en Keesing Technologies, dat gespecialiseerd is in de verificatie van identiteitsdocumenten.